# Galeodes rufulus
Espèce
Synonymes
- Galeodes orientalis rufulus Pocock, 1900
- Galeodes hindostanus Roewer, 1934

Galeodes rufulus est une espèce de solifuges de la famille des Galeodidae.

## Distribution
Cette espèce se rencontre en Inde et au Pakistan.

## Publication originale
- Pocock, 1900 : The fauna of British India, including Ceylon and Burma. Arachnida. London, p. 1-279 (texte intégral).